# Dzień dobry TV
Dzień dobry TV (oryg. Morning Glory) – amerykańska komedia z 2010 roku w reżyserii Rogera Michella.

## Obsada
- Rachel McAdams jako Becky Fuller
- Harrison Ford jako Mike Pomeroy
- Diane Keaton jako Colleen Peck
- Patrick Wilson jako Adam Bennett
- John Pankow jako Lenny Bergman
- Jeff Goldblum jako Jerry Barnes
- Ty Burrell jako Paul McVee